# Trencsénpéteri
Trencsénpéteri (1899-ig Petrovicz, szlovákul Petrovice) község Szlovákiában, a Zsolnai kerületben, a Nagybiccsei járásban. Visszhang tartozik hozzá.

## Fekvése
Nagybiccsétől 4 km-re északnyugatra, a Petrovicska-patak partján fekszik.

## Története
A falut a zsolnai német jog alapján alapították. 1312-ben „Petry villa” alakban említik először. 1468-ban „Petrovecz”, 1592-ben „Petrowicze” néven szerepel a korabeli forrásokban. A nagybiccsei uradalom része volt. 1784-ben 150 házában 900 lakos élt.
A 18. század végén Vályi András így ír róla: „PETRÓCZ. Petrovicze. Tót falu Trentsén Vármegyében, földes Ura Hg. Eszterházy Uraság, lakosai katolikusok, fekszik Bitséhez 3/4 mértföldnyire, határjának minéműségéhez képest, második osztálybéli.”
1828-ban 160 háza és 725 lakosa volt, akik erdei munkákkal, mezőgazdasággal, drótos mesterséggel foglalkoztak.
Fényes Elek 1851-ben kiadott geográfiai szótárában így ír a faluról: „Petrovicz, tót falu, Trencsén vmegyében, a hegyek közt: 896 kath., 12 zsidó lak. Kath. paroch. templommal. Van fűrészmalma és tágas fenyves, és bikkes erdeje. F. u. h. Eszterházy. Ut. p. Zsolna.”
A trianoni békéig Trencsén vármegye Nagybiccsei járásához tartozott.
A háború után lakói a mezőgazdaság mellett kosárfonásból, seprűkötésből éltek. 1944-ben a németek a Magale településrészt felgyújtották. 1960-ban csatolták hozzá Visszhangot.

## Népessége
| Év:            | 1994. | 2004.   | 2014.   | 2024.   |
| -------------- | ----- | ------- | ------- | ------- |
| Emberek száma: | 1339  | 1472    | 1559    | 1671    |
| Eltérés:       |       | +9,93 % | +5,91 % | +7,18 % |

| Év:            | 2023. | 2024.   |
| -------------- | ----- | ------- |
| Emberek száma: | 1663  | 1671    |
| Eltérés:       |       | +0,48 % |

1910-ben 1005, túlnyomórészt szlovák lakosa volt.
2001-ben 1443 lakosából 1424 szlovák volt.
2011-ben 1518 lakosából 1475 szlovák volt.

## Nevezetességei
- Római katolikus temploma a 18. század közepén épült klasszicista stílusban.

## Külső hivatkozások
- E-obce.sk Archiválva 2009. október 3-i dátummal a Wayback Machine-ben
- Községinfó
- Trencsénpéteri Szlovákia téreképén

## Lásd még
- Visszhang